# Taquile

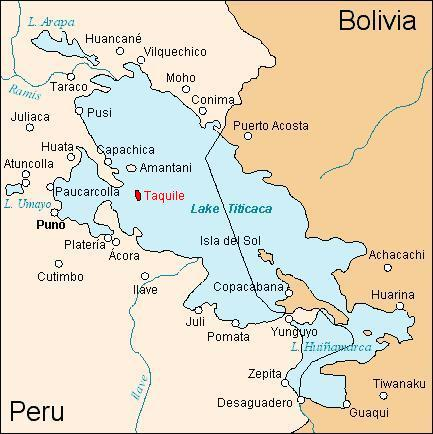
Locatie

Taquile is een heuvelachtig eiland in het Titicacameer, 45 kilometer ten oosten van Puno, Peru. Het is smal en lang en functioneerde als gevangenis toen Peru nog een Spaanse kolonie was, en in de 20e eeuw. In 1970 werd het eigendom van de mensen van Taquile, die het eiland sindsdien bewonen.
Het Taquileanse eiland heeft rond de 2200 inwoners en is 5,5 bij 1,6 km in grootte (maximale afmetingen), met een oppervlakte van 5.72 km². Het hoogste punt van het eiland is 4050 meter boven zeeniveau en het belangrijkste dorp ligt op 3950 m. Pre-Inca ruïnes zijn te vinden op het hoogste deel van het eiland en agrarische terrassen op berghellingen. Van de hellingen van Taquile is er een uitzicht over de wit besneeuwde bergtoppen van Bolivia. De inwoners, bekend als Taquileños, spreken Zuid-Quechua.

## Cultuur

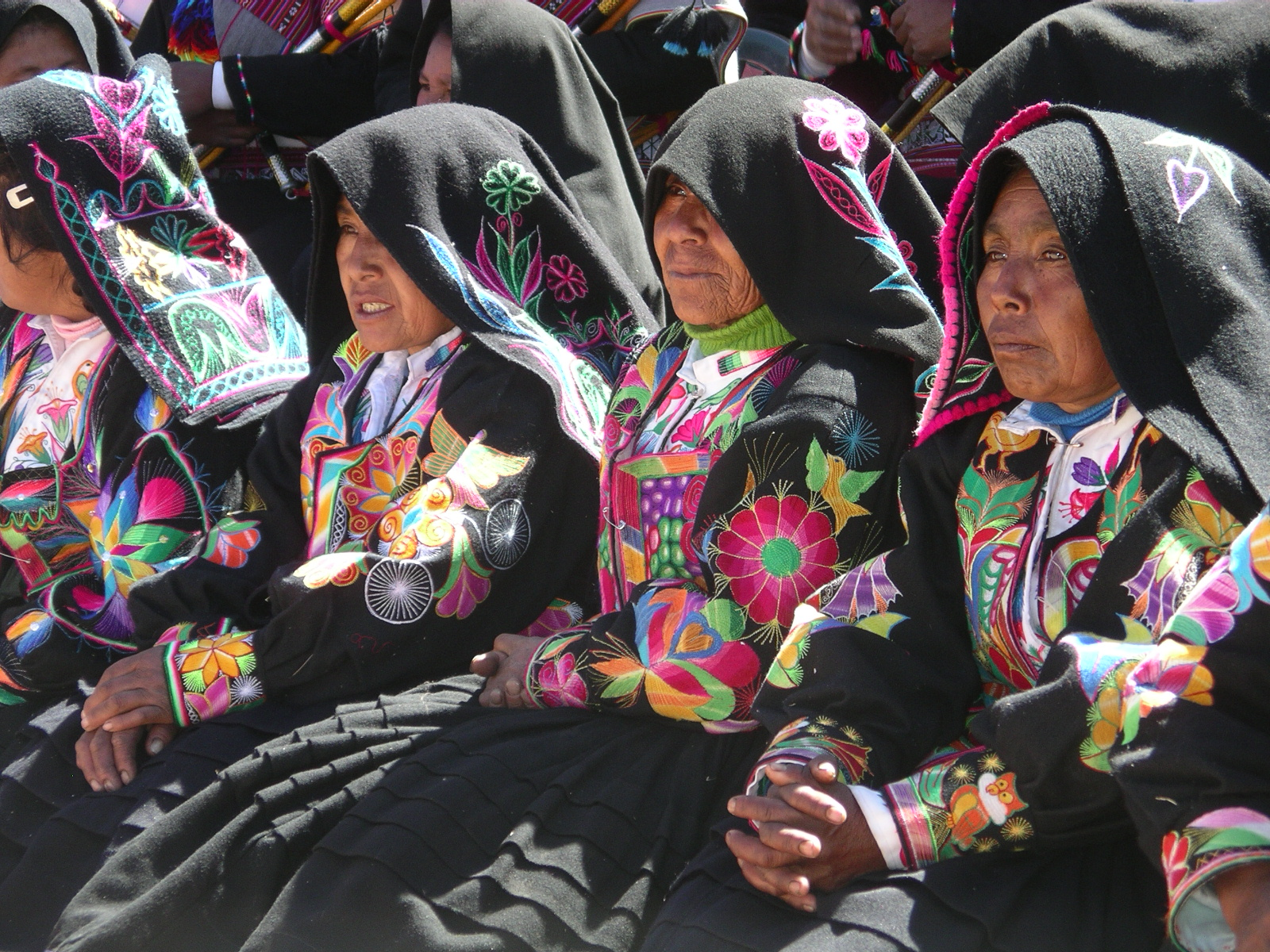
De textielkunst van Taquile staat sinds 2005 vermeld op de Lijst van Meesterwerken van het Orale en Immateriële Erfgoed van de Mensheid

Op het eiland zijn geen auto's en geen hotels en slechts een paar kleine winkels verkopen basisgoederen. De meeste gezinnen maken gebruik van kaarsen of zaklampen aangedreven door batterijen of met de hand. Kleine zonnepanelen zijn geïnstalleerd op een aantal woningen. Op heldere nachten is Taquile de perfecte plaats om de sterrenhemel te bewonderen. Bovendien zijn er veel lichtflitsen en elektronische ladingen in de omgeving.
De cultuur is zeer levendig op Taquile, wat onder andere te zien is aan de traditionele klederdracht die door iedereen gedragen wordt. Taquile is vooral bekend om zijn handwerk traditie die wordt beschouwd als een van de hoogste kwaliteit, niet alleen in Peru maar in de wereld. "Taquile en zijn textielkunst" zijn opgenomen in de Lijst van Meesterwerken van het Orale en Immateriële Erfgoed van de Mensheid door UNESCO. Breien wordt uitsluitend uitgevoerd door mannen, te beginnen op de leeftijd van acht. De vrouwen maken uitsluitend garen en weven.
Taquileans zijn ook bekend om het creëren van een innovatief, gemeenschappelijk gecontroleerde toerisme-model dat onderdak, vervoer en restaurants voor toeristen aanbiedt. Sinds het toerisme begonnen te bloeien op Taquile in de jaren zeventig, hebben de Taqulenians langzaam controle verloren over het massa dag-toerisme geregeld door niet-Taquileans. De Taquileans hebben dus alternatieve vormen van toerisme modellen ontwikkeld, inclusief accommodatie voor groepen, culturele activiteiten en lokale gidsen, die een 2-jarige opleiding hebben afgerond. Verder is het lokale reisbureau opgericht om de controle over het toerisme te herwinnen.
Taquileñians regelen hun samenleving volgens gemeenschappelijk collectivisme en de Inca morele code 'ama sua, ama llulla, ama qhilla', (niet stelen, niet liegen, wees niet lui). Het eiland is verdeeld in zes sectoren ofwel “suyus” vanwege gewas rotatie. De economie is gebaseerd op de visserij, terrasvormige landbouw op basis van aardappelteelt, en toeristische inkomsten uit de ongeveer 40.000 toeristen die het eiland een bezoek brengen elk jaar.

## Flora en fauna
Men kan een aantal van bomen en bloemen op het eiland tegenkomen. Onder andere Kolle, deze boom wordt gebruikt om het dak voor de daken van huizen en als brandhout, de Cantuta bloem (de nationale bloem van Peru), de Chukjo (gebruikt als reinigingsmiddel) en Muna (voor maag klachten). Een verscheidenheid van bloemen op het eiland wordt gebruikt als natuurlijke medicijn, net als de Muna. De coca wordt vanuit Puno ingevoerd en is voornamelijk afkomstig uit Cusco.
De fauna op Taquile bestaat uit rammen, schapen, koeien, cavia's en kippen. Honden en katten zijn zeldzaam en indien gewenst is een vergunning van de autoriteiten van de gemeenschap noodzakelijk.

## Eten en drinken
Taquile biedt ook een breed scala aan typische gerechten. Ontbijt bestaat uit twee pannenkoeken met suiker of brood met eieren geserveerd met een kop thee gemaakt van muna of coca. Voor de lunch kan men een groentesoep, trucha, met rijst en een salade van tomaten en uien verwachten. 's Avonds serveren de Taquileanen groentesoep met brood.

## Religie
De meerderheid van de inwoners op Taquile is katholiek. Zij pasten deze religie aan en harmoniseerden hun eeuwenoude cultuur met de nieuwe christelijke cultuur. De moeder aarde (Patchamama) is de belangrijkste Andesgod en zij heeft direct invloed op de oogst en vruchtbaarheid. De Taquileneans maken een aantal offers per jaar aan haar en offeren drie cocabladeren voorafgaand aan elke activiteit of reis. God is aanwezig gedurende het hele jaar in de festiviteiten. Er zijn twee katholieke kerken (de grootste in het Centrum en de andere in Huayllano) en een Adventistische kerk (Huayrapata).

## Galerij

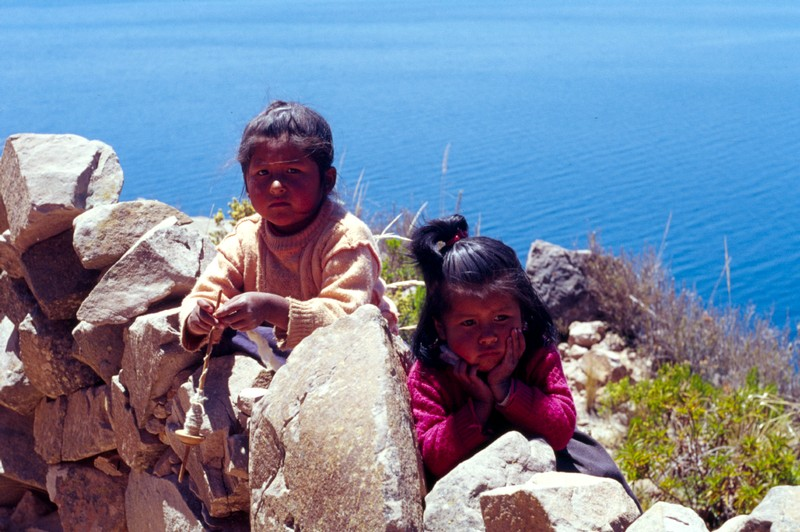
Kinderen van Taquile
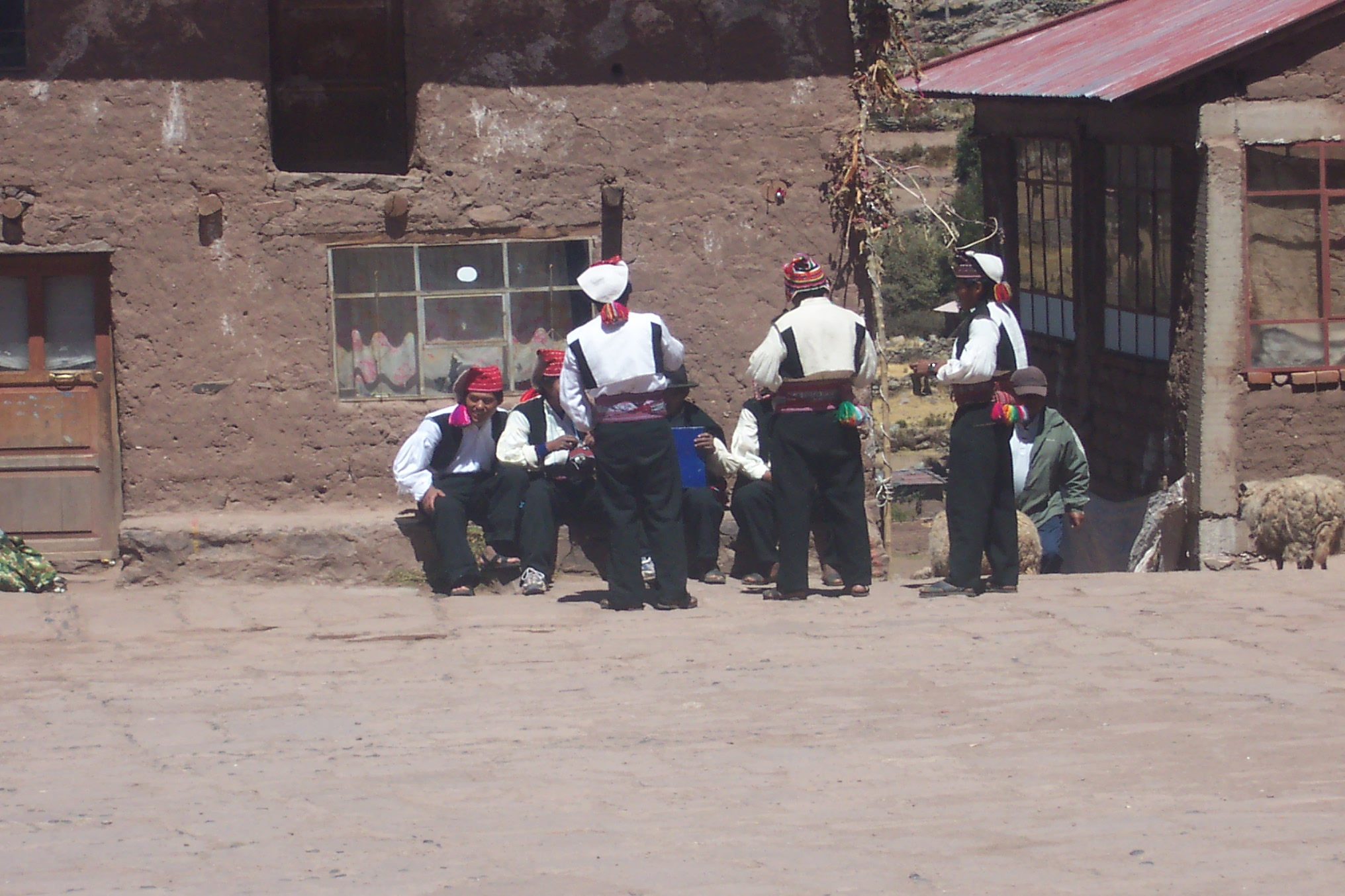
Enkele mannen op het dorpsplein van Taquile